# ماداري (فلم 2016)
ماداري (بالعربية: محرك دمى) فيلم بوليودى اجتماعي عام 2016 من إخراج نيشيكانت كامات،
بطولة نجوم عرفان خان ، فيشيش بانسال، جيمي شيرغيل، توشر دالفي ونيتش باندي، وأصدر في 22 يوليو 2016.

## القصة
نيرمال كومار يفقد عائلته في كارثة سببها الفساد الحكومي ويبدأ رحلة السعي للمسائلة والأنتقام .

## طاقم التمثيل
- عرفان خان بدور نيرمال كومار
- فيشيش بانسال بدور روهان جوسوامي
- جيمي شيرغيل بدور ناشيكيت فيرما
- توشار دالفي بدور براشانت جوسوامي
- أوداي تيكيكار بدور براتاب نيمبالكار
- نيتيش باندي بدور سانجاي جاغتاب
- راجيف جوبتا في دور السيد. بانسال
- ساديل كابور في دور تشيكو
- عائشة رضا ميشرا بدور جايا جوسوامي، والدة روهان وزوجة براشانت

## روابط خارجية
- مقالات تستعمل روابط فنية بلا صلة مع ويكي بيانات